# Desmacellida
Desmacellida is een orde van sponsdieren uit de klasse van de Demospongiae (gewone sponzen).

## Familie
- Desmacellidae Ridley & Dendy, 1886